# Alexandre Camille Taponier
Alexandre Camille Taponier (* 2. Februar 1749 in Valence; † 14. April 1831 in Vanves) war ein französischer Général de division während der Koalitionskriege.

## Biographie

### Militärische Laufbahn
Seine militärische Karriere begann am 25. November 1767 als Soldat im Régiment des Gardes françaises. Im Jahr 1789 war Taponier als Sergent eines Grenadierregiments an der Erstürmung des Gefängnisses der Bastille beteiligt. Hierbei stand er mit an der Spitze der Stürmenden. Nach dieser Aktion wurde er in den darauffolgenden Monaten zum Sous-Lieutenant  befördert. Ab dem 1. September des gleichen Jahres war er als Aide-major (Gehilfe im Stab) der Nationalgarde von Paris eingesetzt. 1791 war Taponier an der Blockade der Festung Landau beteiligt, wurde am 1. Januar 1792 zum Capitaine befördert und zum „103e régiment d'infanterie de ligne“ (103. Limien-Infanterieregiment) versetzt. Mit der Armée du Nord nahm er an der Blockade von Thionville und am Feldzug nach Trier teil. Zu Beginn des Jahres 1793 wurde er zum  Général de brigade und am 7. November des gleichen Jahres zum  er zum Général de division befördert. Gleichzeitig wurde ihm das Kommando über die  8. Division unter dem Oberbefehl von Laurent de Gouvion Saint-Cyr übertragen. Am 20. November nahm er Hornbach ein, es folgte die Schlacht bei Kaiserslautern vom 28. bis 30. November, sowie die Zweite Schlacht bei Weißenburg vom 26. bis 27. Dezember 1793.  Am 25 frimaire an II (15. Dezember 1793) war er einer der Generäle, denen die Wegnahme der Höhen von Marschall, Dahnbrück und Lembach. Am 18. Ventose an III (8. März 1794) konnten unter seinem Kommando drei österreichische Bataillone aufgerieben und zwei Fahnen erbeutet werden.  Am 16. Oktober 1795 musste er auf Grund einer erlittenen Verletzung vorläufig aus dem Dienst ausscheiden. Danach zeichnete er sich bei der Wegnahm der Befestigungen von Reichshoffen und bei der Attacke bei Trippstadt aus, wo es seinen Truppen gelang, acht Kanonen zu erbeuten. Er konnte sich dann noch 1796 in der Schlacht bei Rastatt und im Gefecht bei Ettlingen auszeichnen, wurde dann jedoch auf Anordnung von Général Moreau seines Postens enthoben, da ihm vorgeworfen wurde, willkürlich Kriegskontributionen erhoben zu haben.
Am 13. Februar 1797 wurde er freigestellt und zog sich nach Vanves zurück, wurde jedoch am 2. Oktober 1799 reaktiviert und zur Armée d’Angleterre (Englische „Invasions“armee) in Pontivy abgeordnet, wo er als Gouverneur der XIII. Division  bis zum 14. Januar 1800 verblieb. Danach war er mit seinen Truppen in der Küstensicherung beschäftigt.

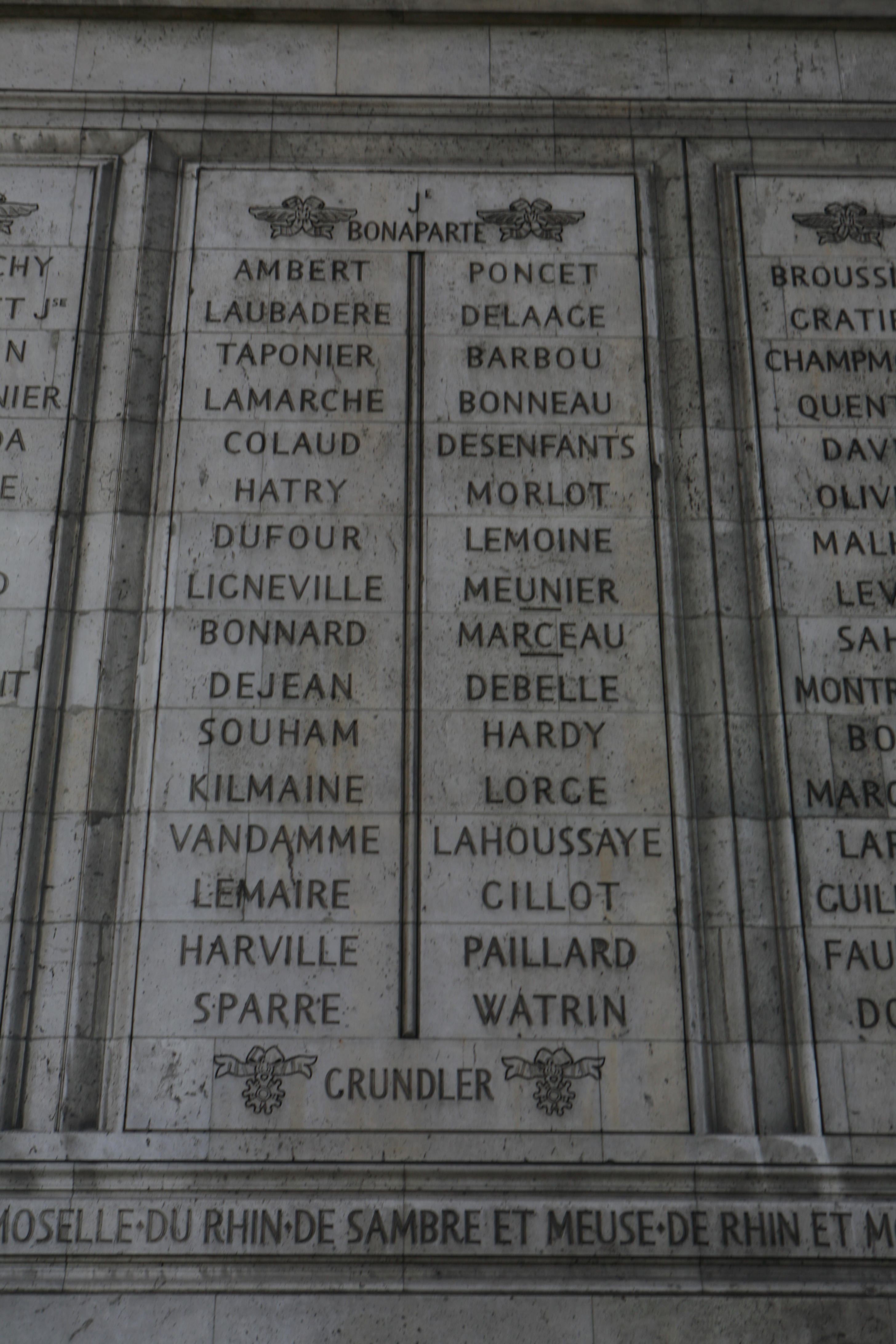
Nordpfeiler des Arc de Triomphe mit dem eingravierten Namen von Taponier in der 5. Kolonne

Am 29. März 1801 wurde er erneut zur Disposition gestellt, ohne unter Napoleon je wieder ein Kommando zu erhalten und am 10. Juni 1811 endgültig in den Ruhestand versetzt. Zwischenzeitlich war ihm am 29. März 1805 der „Chevalier de la Légion d’honneur“ (Ritter der Ehrenlegion) verliehen worden.

### Sonstiges
Die „Rue Campagne-Première“ im 14. Arrondissement von Paris erhielt ihren Namen von Général Taponier, der in der Umgebung Grundstücke besaß und der auf diese Weise an seinen ersten Feldzug (die Schlacht bei Weissenburg) erinnern wollte.
Taponiers Grab befindet sich auf dem Cimetière Montparnasse, einem der drei großen Pariser Friedhöfe, die Anfang des 19. Jahrhunderts außerhalb der damaligen Stadtgrenze angelegt wurden. Es wird vom Souvenir français  betreut und wurde 1997  restauriert.

## Ehrungen
Sein Name ist am Triumphbogen in Paris in der 5. Kolonne eingetragen.